# Julio Bracho
Julio Bracho Castillo (Cidade do México, 20 de setembro de 1970) é um ator e apresentador de documentários de televisão mexicano. Julio é membro de uma família de tradição artística. Seu avô é o director de cinema Julio Bracho, sua mãe é Elvira Castillo, Miss México em 1954, seu pai é o músico Jorge Bracho e suas tias, as atrizes Andrea Palma, Julieta e Diana Bracho.

## Biografia
Julio estudou atuação no CADAC "Centro de Arte Dramático", e no CEA "Centro de Educação Artística" da Televisa. Ele tem participado em várias telenovelas, entre as quais: Dos Mujeres, un Camino (1994), María José (1994), Agujetas de Color de Rosa (1994), Retrato de Familia (1995), La Antorcha Encendida (1996), Azul (1996), Confidente de Secundária (1996), Canción de Amor (1996), Pueblo Chico, Infierno Grande (1997), Mi pequeña traviesa (1998), La mentira (1998), Infierno en el paraíso (1999) e  El Precio de tu Amor (2000), La otra (2002) .
Ele fez participações especiais em séries e programas como: Papá Soltero (1994), Chaves (1994), Mi Generación (1997), ¿Qué nos Pasa? (1999) e vários capítulos de "Mujer, Casos de la Vida Real". Em 1995 ele se aventurou como apresentador no canal de música Ritmoson Latino, que também produziu. Ali permaneceu até 1998. Em 2001, ele se juntou ao elenco de "Diseñador Ambos Sexos", com o papel de 'Bobby', um personagem homossexual afeminado, tendo como par o ator Héctor Suárez Gomis, nessa produção Julio provando ser muito bom como ator de comédia.
Graças a sua formação no teatro, Julio atua muito bem funções que exigem um alto grau de empatia com o personagem, como no monólogo "La Noche sin Alma". Em 2002, ele dividiu o palco com Kate del Castillo na peça "Juegos Profanos", também recebeu bons comentários de público e crítica.
Em 2003, ele retorna para a televisão para apresentar "Fear Factor" programa de esportes radicais, gravado na Argentina. Em 2006 é o ano em que integra o elenco do filme de comédia romântica "Cansada de besar sapos", ao lado de Ana Serradilla, Ana Layevska e Miguel Rodarte, entre outros.
No ano de 2007 Julio regressa as telenovelas atuando em Palabra de mujer, com Ludwika Paleta e Yadhira Carrillo. Durante o mesmo ano, aparece em um capítulo de RBD, la familia e é convidado para se juntar ao elenco da série "SOS: Sexo y otros secretos", dando vida ao personagem de 'Xavier', de partilha créditos com Susana González, Luz María Zetina e Benny Ibarra. Também em 2007, filmou o longa metragem comédia de Sebastián Silva, "El viaje de la Nonna" , partilhando atuando com Rodrigo Murray, Veronica Langer e Jimena Ayala.
Para 2008, Julio continuou a fazer filmes, desta vez atuando no filme "Casi divas", de Issa López, no qual atuou novamente com Ana Layevska. Também atuou no filme "Llamando a un Ángel", com Luis Felipe Tovar. Ambos os filmes de comédia romântica. Em junho de 2008, volta a apresentar o reality show do canal a cabo History Channel da América Latina, composto por 6 capítulos em que 12 competidores são testados ao extremos.
No mesmo ano, atuou em mais dois filmes: "Todos hemos pecado", com Vanessa Bauche e o thriller "Bajo al sal", com Plutarco Haza e Humberto Zurita. Em agosto de 2008, retorna aos estúdios de televisão, com outros atores para filmar a segunda temporada da série "SOS: Sexo y otros secretos". Em setembro do mesmo ano, chega aos cinemas, com a produção mais cara da história do cinema mexicano "Arráncame la vida", com Daniel Jiménez Cacho, Ana Claudia Talancón.
Julio é casado e tem uma filha, ele conseguiu parar de fumar depois de anos com muito esforço, depois de fumar dois maços por dia.
Julio Bracho com Alfonso Herrera e Sandra Echeverria, atua em uma série chamada "El Diez", que é baseado no futebol com lançamento em 2010, coincidindo com a Copa do Mundo FIFA de 2010, o mesmo foi produzido por Emilio Diez Barroso e iniciou trabalhos em fevereiro.

## Filmografia

### Telenovelas
- Los elegidos (2019) .... Coronel Thomas Morrison
- Bajo el mismo cielo (2015-2016) .... José Ángel "El Colmillo" Giménez
- El chivo (2015) .... Rafael Leónidas Trujillo
- Por ella soy Eva (2012) .... Dagoberto Preciado
- Una familia con suerte (2011) .... Arnoldo Vacavieja Flores
- Palabra de mujer (2007-2008) .... Germán
- RBD, la familia (2007) .... Michel Letelier
- Bajo la misma piel (2003) .... Iker Iragorri
- La otra (2002) .... Lázaro Arriaga
- El precio de tu amor (2000) .... Ricardo
- Infierno en el paraíso (1999) .... Antonio Valdivia
- La mentira (1998) .... Carlitos Jr.
- Mi pequeña traviesa (1998) .... El Galaxi
- Pueblo chico, infierno grande (1997) .... Práxedes
- La antorcha encendida (1996) .... Simón Bolívar
- Azul (1996) .... Luis Aguirre
- Retrato de familia (1995) .... Raúl
- María José (1995) .... Agente Ojeda

### Séries
- El Barón (2019) .... Gerónimo Montero
- Fugitiva (2018) .... Alejandro Guzmán
- El César (2017) .... Ángel Gutiérrez
- El Capo (2016-2017) .... Senhor H
- El Chema (2016-2017) .... Ricardo Almenar Paiva
- 2091 (2016) .... Almorás / Dr. Sharma
- Hasta que te conocí (2016) .... General Puentes
- Ruta 35 (2015) .... Domingo Sánchez
- La Clínica (2012) .... Dr. Cosme Krauss
- Gritos de muerte y libertad (2010) .... Ignacio Allende
- Hermanos y detectives (2009) .... Franco Montero
- Tiempo final (2008) .... García
- S.O.S.: Sexo y otros Secretos (2007-2008) .... Xavier
- Mujeres asesinas (2008) .... Martin Saldaña
- Corazón partido (2006) .... César Echarri #2
- La ley del silencio (2005) .... Ángel
- Diseñador ambos sexos (2001) .... Roberto "Bobby" Álvarez Cohen

### Cinema
- Bajo la sal (2008) .... Prof. Magaña
- Arráncame la vida (2008) .... Cienfuegos
- Casi divas (2008) .... Alejandro
- Llamando a un ángel (2008) .... Ángel
- Todos hemos pecado (2008) .... El mátalas callando
- El viaje de la nonna (2007) .... Carlo
- Eros una vez María (2007) .... Tonatiuh
- Polvo de ángel (2007/I) .... Sacro
- Muerte anunciada (2006)
- El mago Manani (2006)
- Cansada de besar sapos (2006) .... Rafael
- Una de balazos (2005) .... Mafia Soldier
- Int. 19 (2005)
- Sangre circular (2005)
- Marta (2005)
- 7 días (2005) .... Virgilio Garza
- La vulka (2004) .... Roca
- Zapata - El sueño del héroe (2004) .... Guajardo
- El umbral (2003) .... Sergio
- Blind Heat (2002) .... Ramon
- Francisca (2002)
- Frido el gato (2002)
- ¿Qué me va a hacer? (2002)
- Original Sin (2001) .... Guard
- Me mirabas (2001)
- No existen diferencias (1999) .... Pablo
- La paloma de Marsella (1999)
- Domicilio conocido (1990)